# Tewel Wileński
Tewel Wileński (Wiliński) (Tobia, Teodor) (ur. 1886 w Szczurzynie (pow. ciechanowski), zm. 1942 w Łodzi) − żydowski artysta malarz działający w Łodzi. 

## Biogram
Syn Salomona (Szlomy) (zm. 17 kwietnia 1928) i Bajli z Lampertów. 
25 października 1915 r. poślubił Różę (Rosę) Strumf (ur. 1895). Mieli syna Mosze (ur. 1916). 
W początku lat 20. XX w. mieszkali przy ul. Gdańskiej 18; później przeprowadzili się na ul. Legionów (obecnie ul. Zielona) 8a. 
Nie zachowały się żadne jego prace plastyczne wykonane przed wybuchem II wojny światowej.
Aresztowany w połowie 1941 r. został osadzony w tzw. „Rozszerzonym więzieniu policyjnym w Radogoszczu" (Erweitertes Polizeigefangnis, Radegast), w którym warunki były takie, jak w obozach koncentracyjnych. 
W zamian za kawałek chleba wykonywał portrety współwięźniów, 8 takich portretów, rysowanych ołówkiem (niektóre z nich lekko podkolorowane kredką) zachowało się w zbiorach Muzeum Tradycji Niepodległościowych w Łodzi. Podobno malował też i rysował portrety i karykatury strażników więziennych, zaś komendant więzienia Walter Pelzhausen jakoby lubił go, pił z nim wódkę i częstował papierosami. Gdy jednak pewnego razu zauważył go jedzącego otrzymany od kogoś kawałek mięsa, a więzień nie zdradził nazwiska darczyńcy, pobił go tak dotkliwie, że trafił do szpitala więziennego. Opatrzony przez lekarza, wrócił do więzienia, gdzie zwyrodniały komendant znów skatował go do tego stopnia, że na skutek doznanych wewnętrznych i zewnętrznych obrażeń zmarł w szpitalu. 
Data śmierci i miejsce pochówku nie są znane. 